# Vozera Servatj
Vozera Servatj (vitryska: Возера Сэрвач, ryska: Озеро Сервечь) är en sjö i Belarus.   Den ligger i voblasten Vitsebsks voblast, i den norra delen av landet, 130 km norr om huvudstaden Minsk. Vozera Servatj ligger 176 meter över havet. Arean är 4,3 kvadratkilometer. Den sträcker sig 2,6 kilometer i nord-sydlig riktning, och 3,8 kilometer i öst-västlig riktning.
Trakten runt Vozera Servatj består till största delen av jordbruksmark. Runt Vozera Servatj är det glesbefolkat, med 14 invånare per kvadratkilometer.